# Yorgos Mavropsaridis
Yorgos Mavropsaridis (griechisch Γιώργος Μαυροψαρίδης Giorgos Mavropsaridis, * 1954) ist ein griechischer Filmeditor.

## Leben
Mavropsaridis tritt seit den frühen 1980er Jahren als Editor in Erscheinung. Sein Schaffen umfasst mehr als 70 Produktionen, darunter auch einige Kurzfilme. Zuvor bildete er sich Mitte der 1970er Jahre in Athen entsprechend fort und studierte an der London Film School.
1985 und 2003 gewann er je eine Auszeichnung beim Internationalen Filmfestival Thessaloniki.
Mavropsaridis war für den Filmschnitt beinahe aller Produktionen von Regisseur Giorgos Lanthimos verantwortlich. Ihre Kooperation geht auf ihre gemeinsame Zeit im Bereich der Werbung zurück. 2005 entstand mit Kinetta ihr erster gemeinsamer Spielfilm.
Für The Favourite – Intrigen und Irrsinn wurde er 2019 für den Oscar nominiert und mit dem Europäischen Filmpreis 2019 in der Kategorie Bester Schnitt ausgezeichnet. Eine weitere Oscar-Nominierung erhielt er 2024 für den Film Poor Things

## Filmografie (Auswahl)
- 2001: My Best Friend (O kalyteros mou filos)
- 2001: Uranisco Disco (Kurzfilm)
- 2003: Zimt und Koriander (POLITIKI kouzína)
- 2005: Kinetta
- 2009: Dogtooth (Kynodontas)
- 2011: Alpen (Alpis)
- 2014: Sivas
- 2015: The Lobster
- 2017: The Killing of a Sacred Deer
- 2018: The Favourite – Intrigen und Irrsinn (The Favourite)
- 2019: Monos
- 2021: The Cursed – Der Fluch der Bestie (The Cursed)
- 2021: She Will
- 2023: Poor Things
- 2024: Kinds of Kindness